# Họ Ếch nhái
Họ Ếch nhái là một họ động vật lưỡng cư trong bộ Anura. Họ này có 362 loài. Chúng có phạm vi phân bố rộng nhất trong các họ ếch. Chúng có mặt ở hầu hết các châu lục trừ Nam Cực. Họ Ranidae có mặt ở Bắc Mỹ, phía bắc Nam Mỹ, Châu Âu, 
Châu Á, Madagascar, Châu Phi, và từ Đông Ấn đến New Guinea.
Thông thường, những loài ếch thật sự có làn da mịn và ẩm ướt, cặp chân mạnh mẽ và có màng rộng.
Những loài ếch thật sự rất khác nhau vế kích cỡ, từ nhỏ như Rana sylvatica đến loài ếch lớn nhất thế giới Conraua goliath.
Đa số trong số chúng là loài sống gần nước, hầu hết các loài đẻ trứng trong nước và trải qua giai đoạn nòng nọc. Ngoài ra còn có một số loài sống trên cây và một số rất ít các loài có thể sinh sống ở nước lợ.
.

## Phân loại học
Họ Ranidae gồm các chi sau:
- Afrana
- Allopaa Ohler & Dubois, 2006
- Amietia
- Amolops
- Anhydrophryne
- Arthroleptella
- Arthroleptides
- Aubria
- Babina (sometimes included in Rana)
- Batrachylodes
- Cacosternum
- Ceratobatrachus
- Chaparana
- Chrysopaa Ohler & Dubois, 2006
- Clinotarsus Mivart 1869 (trước đây thuộc về Rana, bao gồm Nasirana)
- Conraua
- Dimorphognathus
- Discodeles
- Ericabatrachus
- Euphlyctis
- Fejervarya (trước đây thuộc về Rana, cận ngành)
- Glandirana (trước đây thuộc về Rana)
- Hildebrandtia
- Hoplobatrachus
- Huia (da ngành)
- Hylarana Tschudi 1838 (formerly in Rana)
- Humerana
- Indirana
- Ingerana
- Lankanectes
- Lanzarana
- Limnonectes
- Meristogenys (có thể thuộc về Huia)
- Micrixalus
- Microbatrachella
- Minervarya
- Nannophrys
- Nanorana
- Natalobatrachus
- Nothophryne
- Nyctibatrachus
- Occidozyga
- Odorrana (trước đây thuộc về Rana)
- Paa
- Palmatorappia
- Pelophylax Fitzinger 1843 (trước đây thuộc về Rana, có lẽ là cận ngành)
- Petropedetes
- Phrynobatrachus
- Phrynodon
- Platymantis
- Pseudoamolops
- Poyntonia
- Pterorana
- Ptychadena
- Pyxicephalus
- Rana
- Sanguirana (trước đây thuộc về Rana)
- Sphaerotheca
- Staurois
- Strongylopus
- Tomopterna

## Hình ảnh

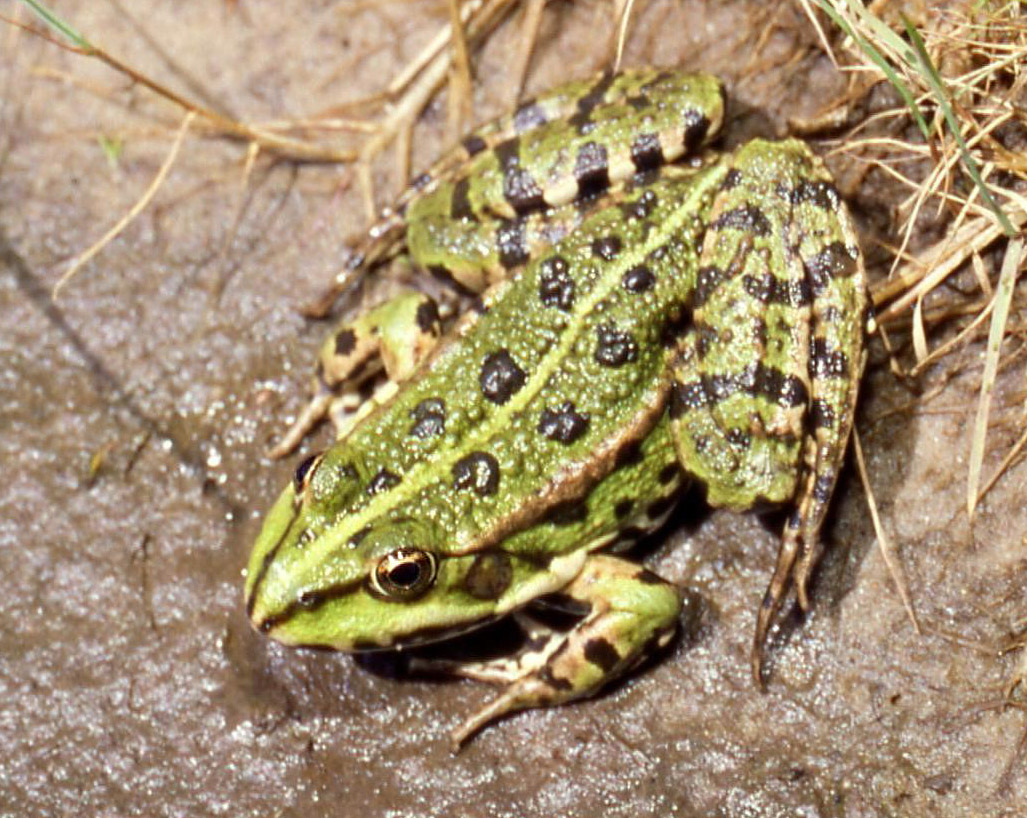
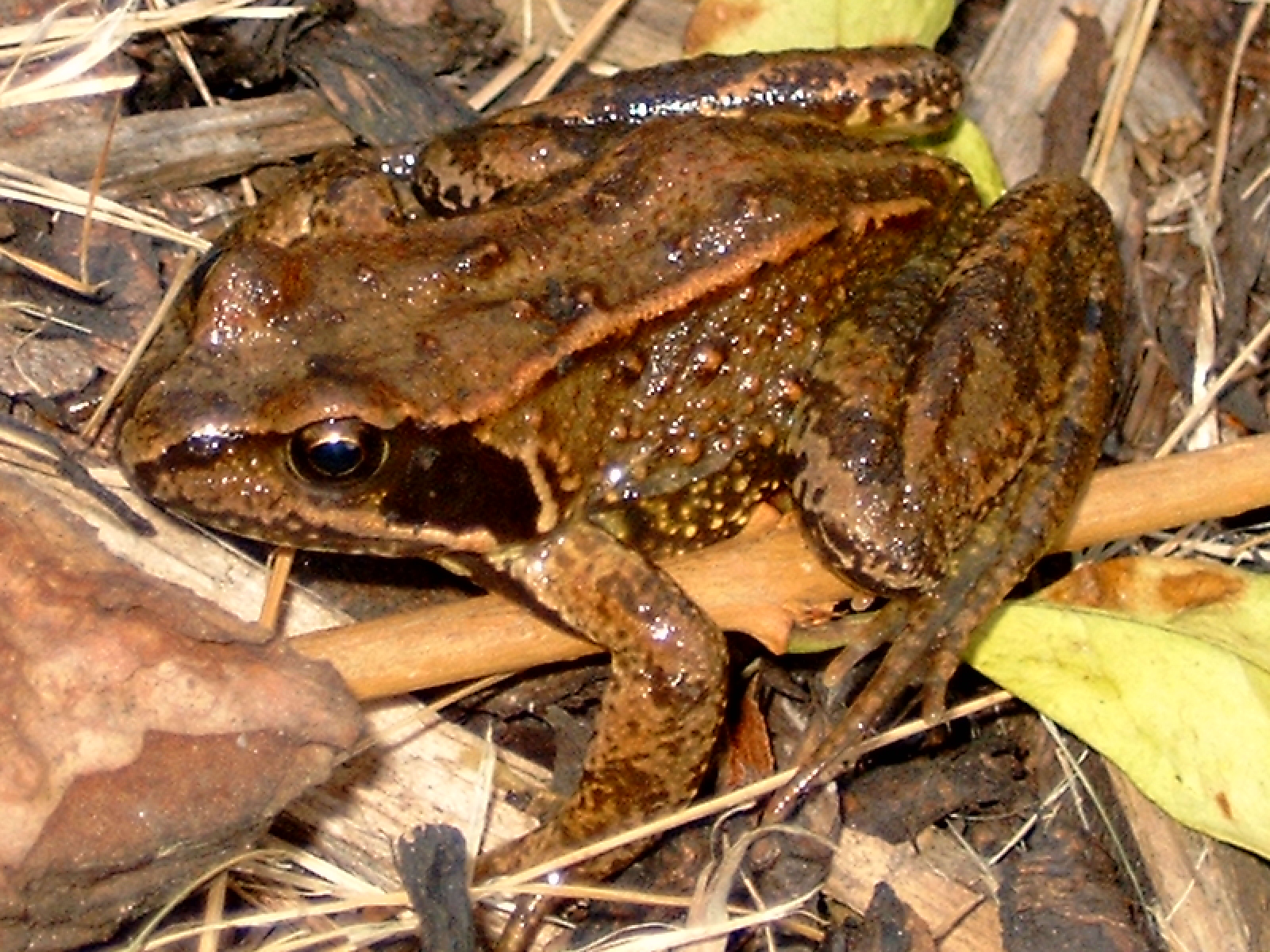
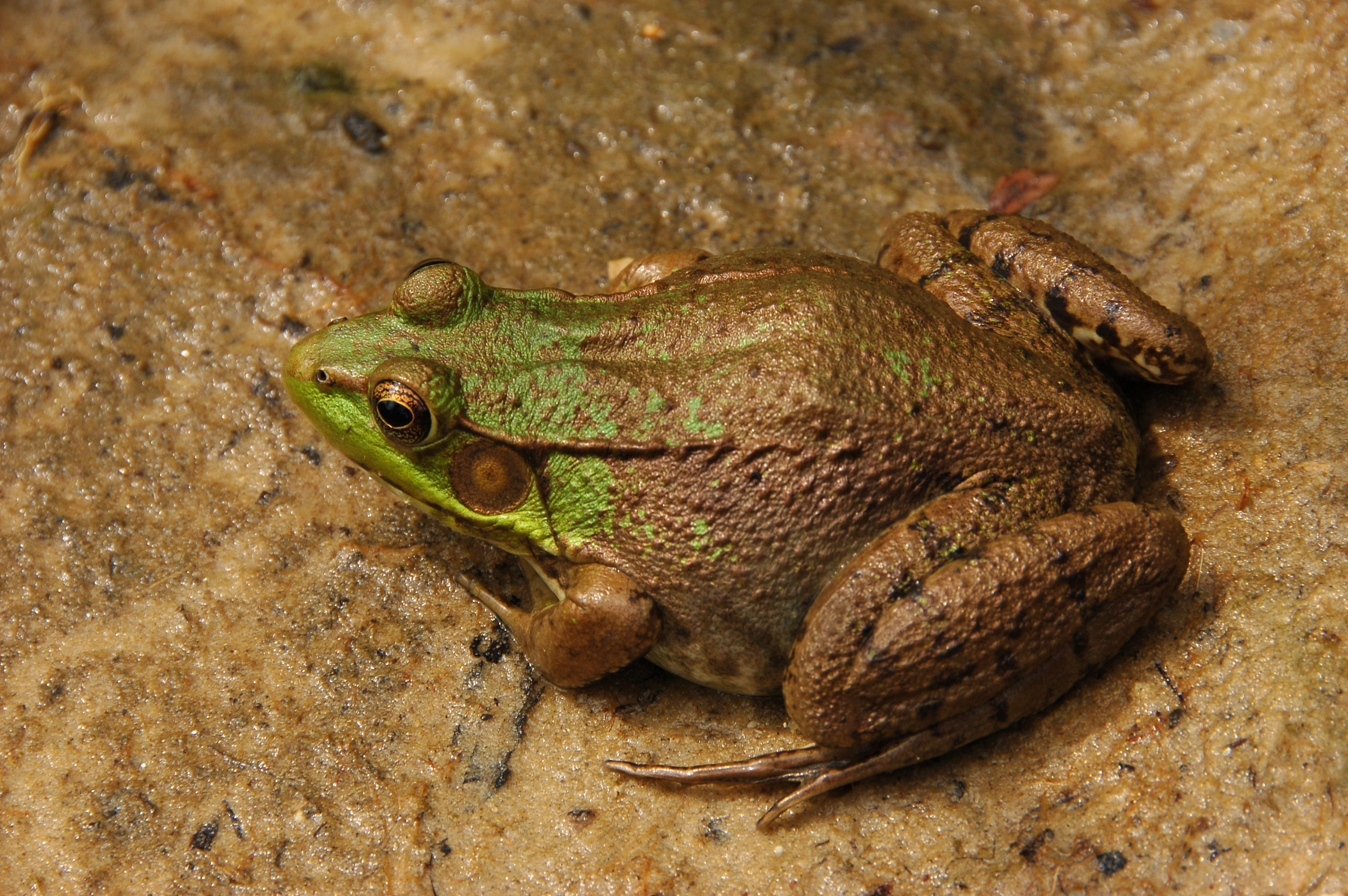
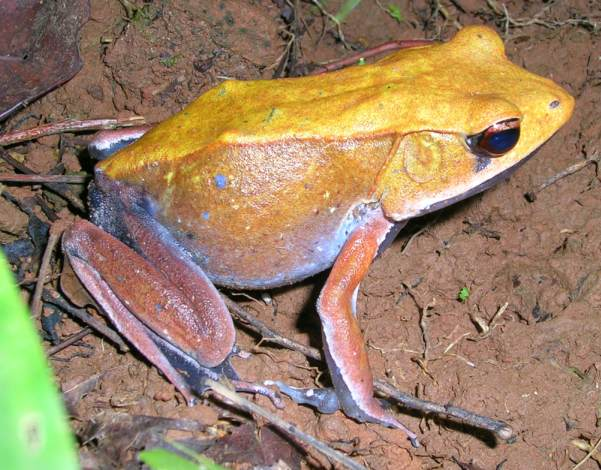